# Фрост, Марк
Марк Фрост (англ. Mark Frost) — американский писатель, сценарист, режиссёр и продюсер. Более известен как сценарист телесериала «Блюз Хилл-стрит» и создатель (совместно с Дэвидом Линчем) телесериала «Твин Пикс». Автор нескольких художественных романов и книг о гольфе.

## Биография
Марк Фрост родился в Нью-Йорке, его отец Уоррен Фрост был театральным актёром. Семья Фростов переезжает сначала в Лос-Анджелес, а затем в Сент-Пол (Миннеаполис), где отец Марка становится преподавателем театрального искусства в Университете Миннесоты и художественным руководителем театра «Химера». Все дети Уоррена Фроста в той или иной мере пошли по стопам отца: Линдси Фрост стала актрисой, Скотт стал писателем, автором детективных романов и книги «Автобиография агента ФБР Дейла Купера», а Марк начал писать пьесы и сценарии, в будущем став также писателем.
Марк поступил в частный Университет Карнеги-Меллона в Питтсбурге и начал изучать там актёрское мастерство и режиссуру, получив там степень бакалавра. В 1975 году Фрост принял участие в написании сценариев к некоторым эпизодам фантастического телесериала «Человек на шесть миллионов долларов», однако вскоре вернулся в Миннеаполис, где начал писать пьесы для театра «Гатри». Через несколько лет Марку удаётся получить место сценариста и режиссёра для некоторых эпизодов популярного драматического сериала «Блюз Хилл-стрит» телеканала NBC.
В 1986 году Марк Фрост знакомится с кинорежиссёром Дэвидом Линчем. У Фроста и Линча рождается множество идей для совместных проектов, но по тем или иным причинам им не удаётся их реализовать. В 1987 году в прокат выходит фильм «Верующие», снятый по сценарию Фроста, переработавшего роман Николаса Коде. После успеха картины телеканал ABC даёт зелёный свет Фросту и Линчу, так появляется ставший культовым телесериал «Твин Пикс», рассказывающий о расследовании загадочного убийства в маленьком городке на северо-западе США. Сериал стал одним из самых рейтинговых, ABC заказала второй сезон, попросив в нём раскрыть личность убийцы. Линч был против этой идеи, но Фрост согласился на такой ход. В итоге, после 16-й серии, раскрывающей убийцу, интерес у зрителей к сериалу стал постепенно угасать, рейтинги стали падать и после окончания второго сезона телеканал закрыл «Твин Пикс». Полнометражный фильм-приквел «Твин Пикс: огонь, иди со мной» (1992) провалился в прокате и был раскритикован. Неудачи постигли и следующие два совместных проекта: сериалы «Американские хроники» и «В прямом эфире». После этого Фрост и Линч прекратили сотрудничество.
Фрост, оставшись один, попытался повторить успех «Верующих» и сам экранизировал роман Фрэнка Голбалли и Роберта Маклина «Сторивилль», провалившийся в прокате США. После этого Марк Фрост заканчивает свою карьеру как режиссёра и кинопродюсера. В 1993 году Фрост издаёт роман «Список семи», сделав главными героями Артура Конана Дойла, Брэма Стокера и Елену Блаватскую. Роман был благосклонно принят и в 1995 году выходит его продолжение — «Шесть мессий». На этом серия о Дойле заканчивается. В 1997 году писатель под псевдонимом Эрик Боуман издаёт мрачный триллер Before I Wake (рус. «Прежде чем я проснусь»). После этого Фрост возвращается к сценариям и присоединяется к команде сценаристов телесериала «Бадди Фаро». Фрост также принял участие в создании пилотной серии мистической драмы «Запретный остров», сериала о сверхъестественном «Все души», детектива «Смертельный взгляд любви». В 2005 и 2007 годах им были написаны сценарии к экранизациям комиксов «Фантастическая четвёрка».
В десятых годах XXI века Фрост написал несколько книг по истории гольфа, а также несколько художественных романов.
После подтверждения информации о готовящихся съемках продолжения сериала «Твин Пикс», стало известно, что в Марк Фрост снова вернулся в команду авторов сериала, позже эта информация была подтверждена официально. Марк стал автором сценария и продюсером 3 сезона сериала. В феврале 2016 года стало известно, о готовящийся к выходу в октябре 2016 года новой книги Марка Фроста «Тайная история Твин-Пикс», в которой автор повествует о событиях, произошедших в городе Твин Пикс за последние 25 лет, с момента окончания второго сезона сериала до нашего времени